# أكسل كوتش
أكسل كوتش (بالألمانية: Axel Kutsch) (ولد في 16 مايو 1945 في باد زالتسونجن) هو أديب ألماني.

## حياته
قضى كوتش سنوات طفولته وصباه في شتولبرج وآخن. عمل بين عامي 1969 و1999 محررا في العديد من الصحف اليومية. أصدر حتى عام 2006 حوالي إحدى عشرة مجموعة شعرية ومختارات شعرية. ونشر الكثير من شعره في الإذاعات والصحف والمجلات والكتب الدراسية والمختارات في ألمانيا. كما نشر في مجلات أدبية بلجيكية وفرنسية وإنكليزية.
وفي بداية كتاباته تميز شعره بنقد المجتمع والعصر، ثم تطور في التسعينيات ليتسم بالسخرية أكثر.